# Višnjica (Jasenovac)
Višnjica je naselje u Republici Hrvatskoj u Sisačko-moslavačkoj županiji, u sastavu općine Jasenovac.

## Zemljopis
Višnjica se nalazi jugozapadno od Jasenovca sjeverno od Une i južno od Save.

## Stanovništvo
Prema popisu stanovništva iz 2001. godine Višnjica je imala 198 stanovnika.
| broj stanovnika |       |       |       | 58    | 95    | 180   | 241   | 253   | 331   | 310   | 314   | 293   | 272   | 260   | 198   | 144   | 119   |
|                 | 1857. | 1869. | 1880. | 1890. | 1900. | 1910. | 1921. | 1931. | 1948. | 1953. | 1961. | 1971. | 1981. | 1991. | 2001. | 2011. | 2021. |